# 파노라마 -Panorama-
파노라마(パノラマ) -Panorama-는 미즈키 나나의 9집 싱글이다. 2004년 4월 7일에 출시되었다.